# Accomack megye
Albemarle megye az Amerikai Egyesült Államokban, azon belül Virginia államban található. Megyeszékhelye Accomac, legnagyobb városa Chincoteague. Lakosainak száma 33 413 fő (2020. április 1.). Accomack megye Somerset, Worcester és Northampton megyékkel határos.

## Népesség
A megye népességének változása:
| Lakosok száma | 33 184 | 33 341 | 33 359 | 33 148 | 32 973 | 33 413 |
|               | 2010   | 2011   | 2012   | 2013   | 2015   | 2020   |